# Karwinskia potrerilloana
Karwinskia potrerilloana là một loài thực vật có hoa trong họ Táo. Loài này được (Borhidi & O. Muñiz) Borhidi mô tả khoa học đầu tiên năm 1983.